# Mulini San Giorgio
I Mulini San Giorgio (già Molino delle Crotte) sono una delle architetture che si trovano all'interno del Parco di Monza.

## Storia e descrizione
Il complesso, già rilevato nel Catasto Teresiano come sito di casa con molino appartenente al marchese Francesco Gerolamo Cravena, venne rifatto prima del 1838 da Luigi Canonica e poi nel 1857 da Giacomo Tazzini. Composto da due edifici simmetrici a pianta quadrata, l'uno (quello ad est) ad uso abitativo, l'altro (quello ad ovest) ad uso agricolo, disponeva di sei pale in legno e di altrettante macine in pietra, alimentate dalle acque del Lambro, attraverso la Roggia Molinara, un suo canale di derivazione recentemente ripristinato nel 1987. I due edifici principali, con torretta centrali, presentano muri perimetrali in laterizio, solai in legno con orditura primaria e secondaria e coperture in coppi di laterizio; sono affiancati da due fienili simmetrici, a due piani, con arcate in mattoni.
Acquistato dal Demanio nel 1937, ha visto la cessazione dell'attività produttiva nel 1952, anno in cui è stato trasformato in azienda zootecnica. È attualmente dato in affitto: al suo interno sono tuttora praticate attività di allevamento che rendono i Mulini San Giorgio particolarmente interessanti nel panorama del Parco.
Pur essendo in parte ristrutturato, il mulino San Giorgio conserva ancora un particolare fascino agreste dovuto all'attività di allevamento, tuttora praticata.